# Яромир Горжець
Яромир Горжець (Галбгубер) (чеськ. Jaromír Hořec (Halbhuber); 18 грудня 1921, Хуст, Закарпаття — 22 листопада 2009) — чеський поет, дисидент, публіцист.

## Діяльність
Народився в Карпатський Україні, щойно-приєднаній до Чехословацької республіки, в родині російського білоемігранта. В 1932 році переїхав до Праги, в 1945 році став редактором видавництва «Молодого фронту». В 1946 вийшла збірка його віршів закарпатського циклу Ясіня.
Він став одним із засновників Млада Фронта в 1945 р. і до 1950 р. був її головним редактором та одночасно директором видавництва. 1950—1953 рр. редактор видавництва «Мір», 1953—1965 рр. головний редактор журналу «Hlas revoluce». Праці: «Радянське сонце миру» (1950, вид.), «Такий фашизм — до американської агресії в Кореї» (1953), «Про роль чехословацьких легіонів у Росії — політика світових імперіалістів та втручання чеської буржуазії» проти СРСР «(1953),» Остання боротьба Юлія Фучика «(1953, ред.),» Шляхи зради — кілька розділів про антирадянську та міжнародну політику чеської буржуазії та світових імперіалістів "(1955) і інші. У період 1965—1969 рр. працював у Карловому університеті. Однак з політичних причин йому довелося залишити це після 1968 року. У 1979 році він заснував самвидавське видання «Чеська експедиція», а через два роки опинився під вартою на півроку за підрив республіки та розповсюдження нередагованої літератури. Іноді він писав тексти для джазової та танцювальної музики (Це довгий шлях на захід, Дві сині кулі тощо). З 1989 року він був членом Демократичного руху Масарика, пізніше також його президентом та Фондом встановлення пам'ятника Т. Г. Масарику в Празі.
З початком політики нормалізації виключений із КПЧ, звільнений з посту головного редактора Карлового Університету. В 1977 підписав Хартію 77, займався самвидавом, за що був ув'язнений на півроку в квітні 1981.
Після розпаду Радянського союзу очолював «Товариство приятелів Підкарпатської Русі», яке трималось позицій «політичного русинства».

### Творчість
- Seznam děl v Souborném katalogu ČR, jejichž autorem nebo tématem je Jaromír Hořec
- Jaromír Hořec ve Slovníku české literatury po roce 1945 (projekt ÚČL AV ČR)
- Obrázky k tématu Jaromír Hořec na Obalkyknih.cz
- Jaromír Hořec (literatura.kvalitne.cz)
- Jaromír Hořec — tvůrce písniček
- Počátky české knihy[nedostupný zdroj]
- Článek Na neviditelném psu — vztah k Zakarpatsku